# Agostinho Sarmento (Mau Tino)
Agostinho Sarmento (* 31. Dezember 1951 in Rotuto, Manufahi, Portugiesisch-Timor; † unbekannt), Kampfname Mau Tino (Mautino) war ein Kämpfer des osttimoresischen Unabhängigkeitskampfes gegen Indonesien. In der FALINTIL hatte er den Rang eines Gefreiten.

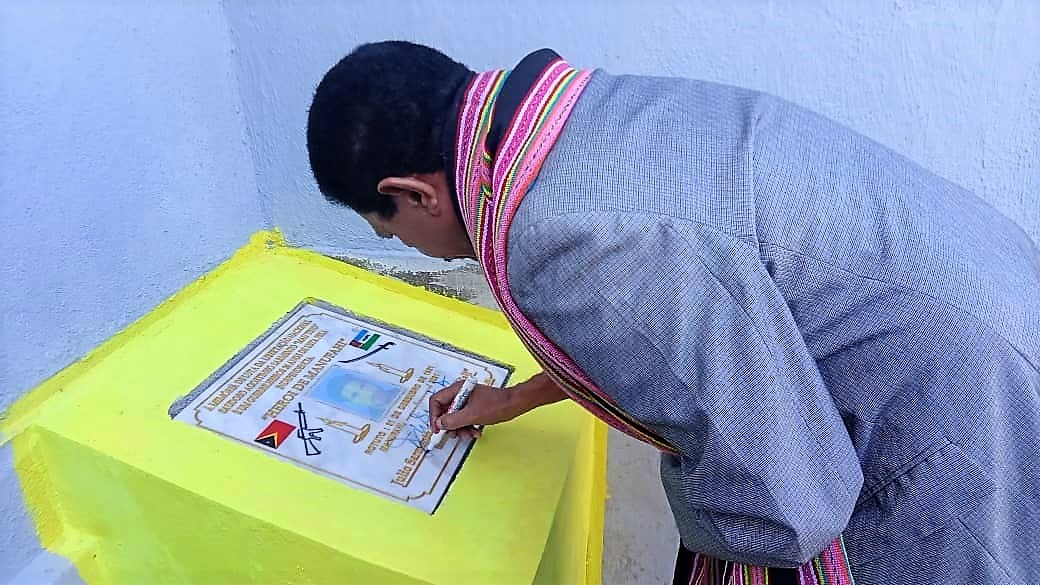
Minister Júlio Sarmento da Costa weiht die Veteranenresidenz in Babulo ein

2019 wurde Sarmento die Medaille des Ordem de Timor-Leste posthum verliehen. Am 23. Juli 2021 wurde in Babulo (Gemeinde Manufahi) ein Haus der Veteranen mit seinem Namen eingeweiht. Die Gedenktafel ehrt Sarmento als „Held von Manufahi“ (tetum Heroi de Manufahi).